# Aldo Rendine
Aldo Rendine (* 15. März 1917 in Foggia; † 25. Dezember 1987 in Rom) war ein italienischer Schauspieler.
Rendine schloss in Literaturwissenschaften ab und war während des Zweiten Weltkrieges Reserveoffizier und dann Partisan. Nach der Befreiung von Rom gründete er die „Libera Accademia di Teatro“ (aus der sich die „Accademia Sharoff“ entwickelte). Als Theaterschauspieler war er am Teatro Eliseo engagiert; später arbeitete er auch als Schauspiellehrer. Für das Kino und das Fernsehen war als Charakterdarsteller zwischen 1961 und 1980 in etwa 25 Produktionen aktiv. Seine bekannteste Rolle spielte er 1970 als „Niccola Panunzio“ in Ermittlungen gegen einen über jeden Verdacht erhabenen Bürger.

## Filmografie (Auswahl)
- 1966: Töte, Ringo, töte (Uno sceriffo tutto d’oro)
- 1969: Warum hab’ ich bloß 2x ja gesagt?
- 1970: Ermittlungen gegen einen über jeden Verdacht erhabenen Bürger (Indagine su un cittadino al di sopra di ogni sospetto)
- 1972: Avanti, Avanti! (Avanti!)
- 1976: Abrechnung in San Franzisko (Gli esecutori)
- 1977: Mannaja – Das Beil des Todes (Mannaja)
- 1980: Der Puppenspieler (Le guignolo)